# سیف خانلو
سیف خانلو، روستایی در دهستان اصلاندوز غربی بخش مرکزی شهرستان اصلاندوز در استان اردبیل ایران است.

## جمعیت
بر پایه سرشماری عمومی نفوس و مسکن در سال ۱۳۹۵، جمعیت این روستا برابر با ۱۴۴ نفر (۴۷ خانوار) بوده‌است.